# 157
157 рік — невисокосний рік, що почався в суботу за григоріанським календарем. 
Римська імперія •  Парфянське царство •  Кушанське царство •  Східна Хань •  Сармати

## Геополітична ситуація
У Римській імперії править імператор Антонін Пій (до 161). Імперія  займає Апеннінський, Піренейський та Балканський півострови, Галлію, частину Британії, Близький Схід, Північну Африку включно з Єгиптом. 
Наймогутніша держава центральної Азії — Парфянське царство. Наймогутніша держава Індостану — Кушанське царство. Династія Хань править у Китаї.  Корейський півострів ділять між собою Три корейські держави. 
Триває докласичний період цивілізації мая.
На території майбутньої України, в степах Причорномор'я, кочують сармати, північніше — племена Черняхівської культури.

## Події
- Консулами у Римі були Марк Веттулен Цивіка Барбар та Марк Метілій Аквілій Регул, Непот Волузій Торкват Фронтон.
- Виникли заворушення в Римській Дакії (до 158)[1]. Завдання придушити повстання отримав Марк Стацій Пріск Ліциній Італік.
- Продовжувалися війни Таньшіхуая. Відбулися набіг на Китай, розгром дінлінів на півночі, розгром Фуюй на сході, усунів на заході, та залишків південних хунну на південному заході.
- Створено стелу La Mojarra Stela 1 в Мезоамериці. На стелу нанесено дату, що відповідає 157 рокові нашого літочислення.

## Померли
- Чжан Даолін — даоський патріарх (інша дата 156 рік).